# Gary Edwards
Gary William Edwards (Kanada, Ontario, Toronto, 1947. október 5. –) kanadai jégkorongozó kapus.

## Karrier
Komolyabb junior karrierjét az OHA-s Toronto Marlborosban kezdte 1966–1967-ben. Ekkor csak nyolc mérkőzésen kapott lehetőséget és részese volt a Memorial-kupa győzelemnek. A következő szezonban már 38 mérkőzésen védhetett. Az 1968-as NHL-amatőr drafton a St. Louis Blues választotta ki az első kör hatodik helyén.
Első felnőtt mérkőzésén az NHL-ben négy percet játszhatott. Utána leküldték a CHL-es Kansas City Bluesba. A következő szezonban ismét egyetlenegy mérkőzés védhetett amiből vereség lett. A CHL-ben 34 mérkőzést játszott és még a WHL-es San Diego Gullsban is szerepelt három mérkőzésen. 1970–1971-ben négy meccset a San Diego Gullsban és 35-öt a Kansas City Bluesban játszott. 1971-ben a Los Angeles Kingshez került és az első Los Angeles-i szezonjában 44 mérkőzésen védhetett. Legjobb idényében 15 győzelmet szerzett.
A Los Angeles Kingsben 1977. január 22-ig volt kerettag ekkor ugyanis a Cleveland Baronshoz került és másfél idény alatt 47 mérkőzésen lépett jégre, amelyeken csak tíz győzelmet szerzett és a statisztikai mutatói katasztrofálisak voltak. 1978-ban a Minnesota North Starshoz került. Két szezon alatt 51 mérkőzésen játszott és mindössze 15 győzelmet szerzett. 1981. február 2-án az Edmonton Oilershez igazolt. Ebben a csapatban csak 15 mérkőzést játszott. A következő szezonban visszakerült tíz mérkőzés erejéig a St. Louis Bluesba majd még ebben a bajnoki idényben a Pittsburgh Penguins csapatába cserélték. A szezon végén visszavonult.